# Canon van de Nederlandse film
De canon van de Nederlandse film bestaat uit een overzicht van belangrijke, gezichtsbepalende Nederlandse films die de veelzijdigheid van de Nederlandse filmgeschiedenis moeten weerspiegelen. De lijst is samengesteld door een commissie onder leiding van politica Jeltje van Nieuwenhoven en gepresenteerd op 11 september 2007. In totaal koos deze commissie 16 films: de oudste uit het begin van de 20ste eeuw, de jongste op de rand van de 21ste. Het zijn speelfilms en documentaires, korte en lange films, in zwart-wit en kleur, live-action en animatie, publieksfilms en experimentele producties.
De canon bestaat uit de volgende films:
- De mésaventure van een Fransch heertje zonder pantalon aan het strand te Zandvoort - Willy Mullens & Albert Mullens, 1905
- Een Carmen van het Noorden - Maurits Binger & Hans Nesna, 1919
- Regen - Joris Ivens & Mannus Franken, 1929
- De Jantjes - Jaap Speyer, 1934
- Houen zo! - Herman van der Horst, 1952
- Fanfare - Bert Haanstra, 1958
- Als twee druppels water - Fons Rademakers, 1963
- Blind kind - Johan van der Keuken, 1964
- Ik kom wat later naar Madra - Adriaan Ditvoorst, 1965
- Living - Frans Zwartjes, 1971
- Turks fruit - Paul Verhoeven, 1973
- Flodder - Dick Maas, 1986
- Het Zakmes - Ben Sombogaart, 1992
- De Noorderlingen - Alex van Warmerdam, 1992
- Het is een schone dag geweest - Jos de Putter, 1993
- Father and Daughter - Michael Dudok de Wit, 2000

Op de samenstelling van de canon van de Nederlandse film bestaat veel kritiek, vooral omdat de film Soldaat van Oranje, die in 2006 werd uitgeroepen tot beste Nederlandse film aller tijden, daarin ontbreekt.

## Commissieleden
De commissie bestond naast voorzitter Jeltje van Nieuwenhoven uit:
- Rommy Albers (onderzoeker Filmmuseum),
- Karel Dibbets (mediahistoricus Universiteit van Amsterdam),
- Jan Pieter Ekker (filmjournalist de Volkskrant),
- Bert Hogenkamp (bijzonder hoogleraar Universiteit Utrecht, mediahistoricus Nederlands Instituut voor Beeld en Geluid),
- Sonja de Leeuw (hoogleraar Film- en Televisiewetenschap Universiteit Utrecht),
- Alex de Ronde (directeur Het Ketelhuis)
- Herman de Wit (hoofd programma Nederlands Film Festival).

De mésaventure van een Fransch heertje zonder pantalon aan het strand te Zandvoort (1905) · Een Carmen van het Noorden (1919) · Regen (1929) · De Jantjes (1934) · Houen zo! (1952) · Fanfare (1958) · Als twee druppels water (1963) · Blind kind (1964) · Ik kom wat later naar Madra (1965) · Living (1971) · Turks fruit (1973) · Flodder (1986) · Het Zakmes (1992) · De Noorderlingen (1992) · Het is een schone dag geweest (1993) · Father and Daughter (2000)